# Blue Stars de Marseille 2022
Questa voce raccoglie le informazioni riguardanti i Blue Stars de Marseille nelle competizioni ufficiali della stagione 2022.

## Division Élite 2022

### Stagione regolare
| 12 febbraio 2022, ore 19:00 1ª giornata | Blue Stars de Marseille | 58 – 7 (20-0 16-7 16-0 6-0) referto referto 2 | Hurricanes de Montpellier |  |

| 27 febbraio 2022 Recupero 2ª giornata | Ours de Toulouse | 0 – 33 (0-7 0-6 0-12 0-8) referto | Blue Stars de Marseille |  |

| 5 marzo 2022, ore 19:00 3ª giornata | Blue Stars de Marseille | 48 – 0 (13-0 7-0 21-0 7-0) referto referto 2 | Centaures de Grenoble |  |

| 20 marzo 2022, ore 14:00 4ª giornata | Argonautes d'Aix-en-Provence | 7 – 35 (0-0 7-14 0-14 0-7) referto referto 2 | Blue Stars de Marseille |  |

| 27 marzo 2022, ore 14:00 5ª giornata | Blue Stars de Marseille | 35 – 28 (7-7 14-14 7-7 7-0) referto referto 2 | Grizzlys Catalans |  |

| 9 aprile 2022, ore 20:00 6ª giornata | Hurricanes de Montpellier | 6 – 55 (0-14 0-27 0-0 6-14) referto referto 2 | Blue Stars de Marseille |  |

| 24 aprile 2022, ore 14:00 7ª giornata | Blue Stars de Marseille | 44 – 2 (0-0 21-2 9-0 14-0) referto referto 2 | Ours de Toulouse |  |

| 8 maggio 2022, ore 13:00 8ª giornata | Grizzlys Catalans | 0 – 47 (0-14 0-21 0-6 0-6) referto referto 2 | Blue Stars de Marseille |  |

| 21 maggio 2022, ore 19:00 9ª giornata | Centaures de Grenoble | 6 – 34 (0-8 6-0 0-12 0-16) referto referto 2 | Blue Stars de Marseille |  |

| 5 giugno 2022, ore 14:00 10ª giornata | Blue Stars de Marseille | 48 – 6 (7-6 21-0 7-0 13-0) referto | Argonautes d'Aix-en-Provence |  |

### Playoff
| 25 giugno 2022, ore 19:00 Semifinale | Blue Stars de Marseille | 27 – 28 | Black Panthers de Thonon |  |

## Statistiche di squadra
| Competizione      | %Vittorie | In casa | In casa | In casa | In casa | In casa | In casa | In trasferta | In trasferta | In trasferta | In trasferta | In trasferta | In trasferta | Totale | Totale | Totale | Totale | Totale | Totale |
| Competizione      | %Vittorie | G       | V       | N       | P       | Pf      | Ps      | G            | V            | N            | P            | Pf           | Ps           | G      | V      | N      | P      | Pf     | Ps     |
| ----------------- | --------- | ------- | ------- | ------- | ------- | ------- | ------- | ------------ | ------------ | ------------ | ------------ | ------------ | ------------ | ------ | ------ | ------ | ------ | ------ | ------ |
| Stagione regolare | 1.000     | 5       | 5       | 0       | 0       | 233     | 43      | 5            | 5            | 0            | 0            | 204          | 113          | 10     | 10     | 0      | 0      | 437    | 62     |
| Playoff           | .000      | 1       | 0       | 0       | 1       | 27      | 28      | 0            | 0            | 0            | 0            | 0            | 0            | 1      | 0      | 0      | 1      | 27     | 28     |
| Totale            | .909      | 6       | 5       | 0       | 1       | 260     | 71      | 5            | 5            | 0            | 0            | 204          | 19           | 11     | 10     | 0      | 1      | 464    | 90     |

## Statistiche personali

### Passer rating
Mancano le statistiche della semifinale
La classifica tiene in considerazione soltanto i quarterback con almeno 10 lanci effettuati.
| Giocatore | G | Att | Comp | Int | Yds  | TD | NFL    | NCAA   |
| --------- | - | --- | ---- | --- | ---- | -- | ------ | ------ |
| Scott     | 9 | 227 | 134  | 6   | 2292 | 32 | 121,92 | 185,08 |
| Seghir    | 5 | 40  | 10   | 2   | 229  | 4  | 63,44  | 96,09  |
| Fargeon   | 1 | 1   | 0    | 0   | 0    | 0  |        |        |